# Vad ben Naka
Vad ben Naka ali Vad ban Naga je ime starodavnega mesta v Kušitskem kraljestvu Meroë v sedanjem Sudanu. Sedanja vas leži na vzhodni obali Nila približno 80 km gorvodno od Meroa in okoli 40 km jugozahodno od Šendija.

## Zgodovina
Kraj je zelo slabo raziskan. Najstarejša znana zgradba je zelo velika dvonadstropna palača iz opeke, ki jo je zgradila kraljica Amanišaketo v 1. stoletju pr. n. št. Njena piramida je kraljevem pokopališču v Meroëju (Beg N6). Italijanski lovec na zaklade Giuseppe Ferlini je leta 1834 piramido razstrelil in jo izropal. Ukradeni kraljičin nakit je zdaj v Egipčanskem muzeju v Berlinu in Egipčanskem muzeju v Münchenu.
Južno od palače je okrogla stavba z neznano funkcijo, katere stene so še vedno visoke do 5 m. Tam je bil tudi Izidin tempelj, ki je zdaj uničen. V bližini je bil majhen tempelj s stebri z vklesanim bogom Besom, ki bi lahko deloval kot božanska rojstna hiša (mammisi). Zgradila sta ga je verjetno kralja Natakamani in Amanitore v 1. stoletju n. št. Razen Izidinega templja so na tem mestu ostanki več drugih neraziskanih templjev. Nova izkopavanja na najdišču so se začela leta 2009 pod vodstvom Narodnega muzeja Češke republike. 

## Sklic
1. ↑  Wildung (1997), str. 256.